# Vandpolo under Middelhavslegene 2001

## Medaljevindere
| Event                | Guld    | Sølv    | Bronze   |
| -------------------- | ------- | ------- | -------- |
| Mændenes konkurrence | Spanien | Italien | Frankrig |

## Medaljer
| Rank   | Team        |
| ------ | ----------- |
| Guld   | Spanien     |
| Sølv   | Italien     |
| Bronze | Frankrig    |
| 4      | Jugoslavien |
| 5      | Kroatien    |
| 6      | Slovenien   |
| 7      | Grækenland  |
| 8      | Tunesien    |
| 9      | Tyrkiet     |